# Chiesa di San Bartolomeo Apostolo (Bagnaria)
La chiesa di San Bartolomeo Apostolo è la parrocchiale di Bagnaria, in provincia di Pavia e diocesi di Tortona; fa parte del vicariato di Varzi.

## Storia
L'originaria cappella di Bagnaria, in stile romanico, sorse nella seconda metà del XII secolo; questo edificio fu poi abbellito nel Cinquecento con la decorazione ad affresco delle pareti.
Nel XVII secolo la chiesa venne interessata da un rifacimento, in occasione del quale si provvide a realizzare la navate laterali e a ricostruire le volte.
Se nel 1632 i fedeli ammontavano a 275, sette anni dopo risultavano saliti a 300; dagli atti relativi al sinodo indetto nel 1673 dal vescovo Carlo Settala si apprende che nella chiesa avevano sede le compagnie del Santissimo Sacramento, del Rosario e della Dottrina Cristiana.
Grazie allo Stato della diocesi di Tortona del 1820 si conosce che all'epoca il numero dei fedeli era pari a 529 e che la parrocchiale, avente come filiali quattro oratori, era sede delle due compagnie del Santissimo Sacramento e del Santissimo Rosario; nel 1880 venne eretta la torre campanaria.
La chiesa, danneggiata dal terremoto verificatosi il 29 giugno 1945, fu interessata da un intervento di ripristino e di rimaneggiamento nel biennio 1946-47 ad opera del Genio Civile.
Nel 1975 l'apparato decorativo venne restaurato dal pittore varzese Bedeschi e nel 1980 la parrocchiale fu adeguata alle norme postconciliari.

## Descrizione

### Esterno
La facciata a salienti della chiesa, rivolta a ponente, è scandita da lesene e presenta al centro il portale d'ingresso e una trifora, mentre le due ali laterali sono caratterizzate da altrettante monofore; sotto la linea degli spioventi corre una fila di archetti pensili.
Annesso alla parrocchiale è il campanile a pianta quadrata, suddiviso in più registri da cornici marcapiano; la cella presenta su ogni lato una monofora ed è coronata dalla cupola a cipolla poggiante sul tamburo a base ottagonale.

### Interno
L'interno dell'edificio si compone di tre navate, composte di tre campate cadauna e suddivise da pilastri sorreggenti degli archi a tutto sesto; al termine dell'aula si sviluppa il presbiterio, coperto dalla volta a botte e chiuso dall'abside di forma quadrata.